# Rue à Chavetiers
La rue à Chavetiers est une ancienne rue qui était située dans l'ancien 7e arrondissement de Paris, dont l'emplacement n'est pas déterminé.

## Situation
La situation exacte de cette voie n'est pas connue.

## Origine du nom
L'origine n'est pas indiquée.
On peut toutefois imaginer qu'il s'agit vraisemblablement de la « rue aux Savetiers » ou « rue des Savetiers » en français actuel,.

## Historique
Citée dans Le Dit des rues de Paris de Guillot de Paris, la « rue à Chavetiers » est indiquée comme allant de la rue à Bouvetins à la rue de l'Estable-du-Cloître.
Les historiens s'interrogent sur l'emplacement de cette rue qui n'existe plus :
- pour Edgar Mareuse, il s'agit probablement d'une rue qui était parallèle à la rue du Renard ;
- Jean de La Tynna indique seulement que cette ancienne rue était située rue de la Verrerie près de l'église Saint-Merri ;
- Pierre Thomas Nicolas Hurtaut et L. de Magny pensent reconnaitre dans les rues à Bouvetins, « à Chavetiers » et de l'Estable-du-Cloître, la rue Taillepain, celle-ci étant double et en forme d'équerre ;
- l'abbé Lebeuf, considère qu'il s'agit des rues Brisemiche et Taillepain ;
- Jaillot imagine que cette rue était située du côté de la rue de la Verrerie et de l'entrée du cloître de l'église Saint-Merri, par laquelle on va à la maison des Consuls ;
- Antoine-Nicolas Béraud et Pierre-Joseph-Spiridion Dufey n'indiquent pas d'emplacement mais présument qu'elle communiquait à la rue de la Verrerie près de l'église Saint-Merri.